# Escuelas Públicas del Condado de Duval

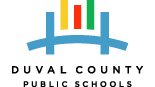
Logo de las Escuelas Públicas del Condado de Duval

Las Escuelas Públicas del Condado de Duval (Duval County Public Schools, DCPS) es un distrito escolar del Condado de Duval, Florida. Tiene su sede en Jacksonville. Gestiona 172 escuelas y tiene aproximadamente 123.000 estudiantes. El consejo escolar del distrito tiene siete miembros.